# Kathryn Beaumont

Kathryn Beaumont (* 27. Juni 1938 in London) ist eine britische Schauspielerin und Filmsprecherin.

## Leben
Bereits 1944 machte Beaumont in ihrem Heimatland Großbritannien ihr Filmdebüt. Das US-amerikanische Filmstudio Metro-Goldwyn-Mayer wurde auf sie aufmerksam und lotste die Kinderdarstellerin mit ihrer Familie nach Hollywood. Dort erhielt sie in den folgenden Jahren allerdings nur einige wenige Nebenrollen, unter anderem in dem Musical Auf einer Insel mit dir (1948). Nachhaltige Bekanntheit erreichte sie vor allem durch ihre Arbeit als Synchronsprecherin in zwei Disney-Klassikern: in der Titelrolle der Alice in Alice im Wunderland (1951) und in der Rolle der Wendy in Peter Pan (1953). In beiden Filmen stand sie auch den Zeichnern der Disney-Studios Modell für die genannten Figuren.
Im Erwachsenenalter wurde Beaumont hauptberufliche Lehrerin. Gelegentlich arbeitete sie aber nebenher für verschiedene Disney- und andere Fernsehprojekte, ebenfalls als Sprecherin von Zeichentrickfiguren. Daneben spielte sie auch in realen Disney-TV-Produktionen mit. 1998 wurde ihr die Auszeichnung  Disney Legend verliehen.

## Filmografie (Auswahl)
- 1944: It Happened One Saturday
- 1948: Auf einer Insel mit dir (On an Island With You)
- 1949: Der geheime Garten (The Secret Garden)
- 1949: Lassie in Not (Challenge to Lassie)
- 1951: Alice im Wunderland (Alice in Wonderland, Stimme)
- 1953: Peter Pan (Stimme)
- 1963: Noddy Goes to Toyland (Kurzfilm, Stimme)
- 2002: Kingdom Hearts (Computerspiel, Stimme)
- 2002: Mickys Clubhaus (House of Mouse; Fernsehserie, 2 Folgen, Stimme)
- 2003: 101 Dalmatiner Teil 2 – Auf kleinen Pfoten zum großen Star! (101 Dalmatians II: Patch's London Adventure, Stimme)
- 2010: Kingdom Hearts Birth by Sleep (Computerspiel, Stimme)